# Tubérculo de Montgomery

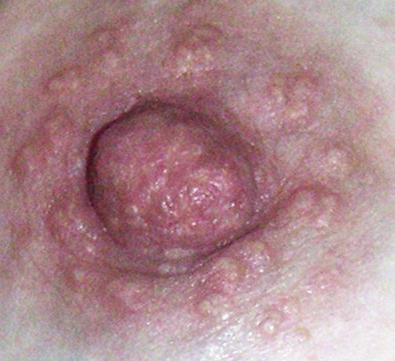
Tubérculos de Montgomery

As Glândulas areolares ou Glândulas de Montgomery são glândulas sebáceas localizadas na aréola e em torno do mamilo. Estas glândulas produzem secreções sebáceas que mantém a aréola e o mamilo lubricado e protegido. Substâncias voláteis nas secreções podem servir de estímulo olfativo para o apetite dos bebês recém-nascidos durante o aleitamento.
As porções da glândula visíveis na superfície da pele são chamadas de "Tubérculos de Montgomery". Estas protuberâncias arredondadas são encontradas na aréola e no próprio mamilo. Elas podem ficar expostas e maiores quando o mamilo é estimulado. A pele na superfície das glândulas é lubricada e tende a ser mais suave que o resto da aréola. Os tubérculos tornam-se mais pronunciados durante a gravidez. 
O número de glândulas pode variar muito para cada indivíduo, geralmente com uma média de 4 a 28 por mamilo.
Elas são nomeadas após o Dr. William Fetherstone Montgomery (1797–1859), um obstetra irlandês que foi o primeiro a descrevê-las em 1837.